# Günther Kaltenbacher
Günther Kaltenbacher (* 12. Mai 1957 in Scheifling, Steiermark) ist ein österreichischer Politiker (SPÖ). Er gehörte von 2000  bis 2010 dem Bundesrat an.

## Ausbildung und Beruf
Nachdem Kaltenbacher im Jahr 1971 die Hauptschule in seinem Heimatort Scheifling abgeschlossen hatte, besuchte er zunächst die Polytechnische Schule, ehe er eine Ausbildung zum Stahlbauschlosser begann. Als er diese im Jahr 1975 beendet hatte, verpflichtete Kaltenbacher sich als Zeitsoldat bei Bundesheer. Hier holte er am Realgymnasium für Berufssoldaten im Jahr 1980 seine Matura nach.
Seit 1980 arbeitet Kaltenbacher beim Arbeitsmarktservice in Judenburg, mittlerweile als Geschäftsstellenleiter.

## Politische Karriere
Kaltenbacher war von 1985 bis 1990 und von 2000 bis 2005 Mitglied des Gemeinderates seines Heimatortes Scheifling. Seit 2000 ist er Parteivorsitzender der SPÖ im Bezirk Murau. Im November des gleichen Jahres zog er im Auftrag des Steirischen Landtages in den Bundesrat ein.
Die Schwerpunkte der politischen Aktivitäten Kaltenbachers liegen in den Bereichen Landesverteidigung und Sport. In letzterem leitet er den entsprechenden Ausschuss des Bundesrates. Mit 20. Oktober 2010 schied er aus dem Bundesrat aus.

## Sonstiges
Günther Kaltenbacher lebt in Scheifling.

## Auszeichnungen
- 2010: Großes Silbernes Ehrenzeichen für Verdienste um die Republik Österreich[1]